# Jasset Ormsby-Gore, 7. Baron Harlech

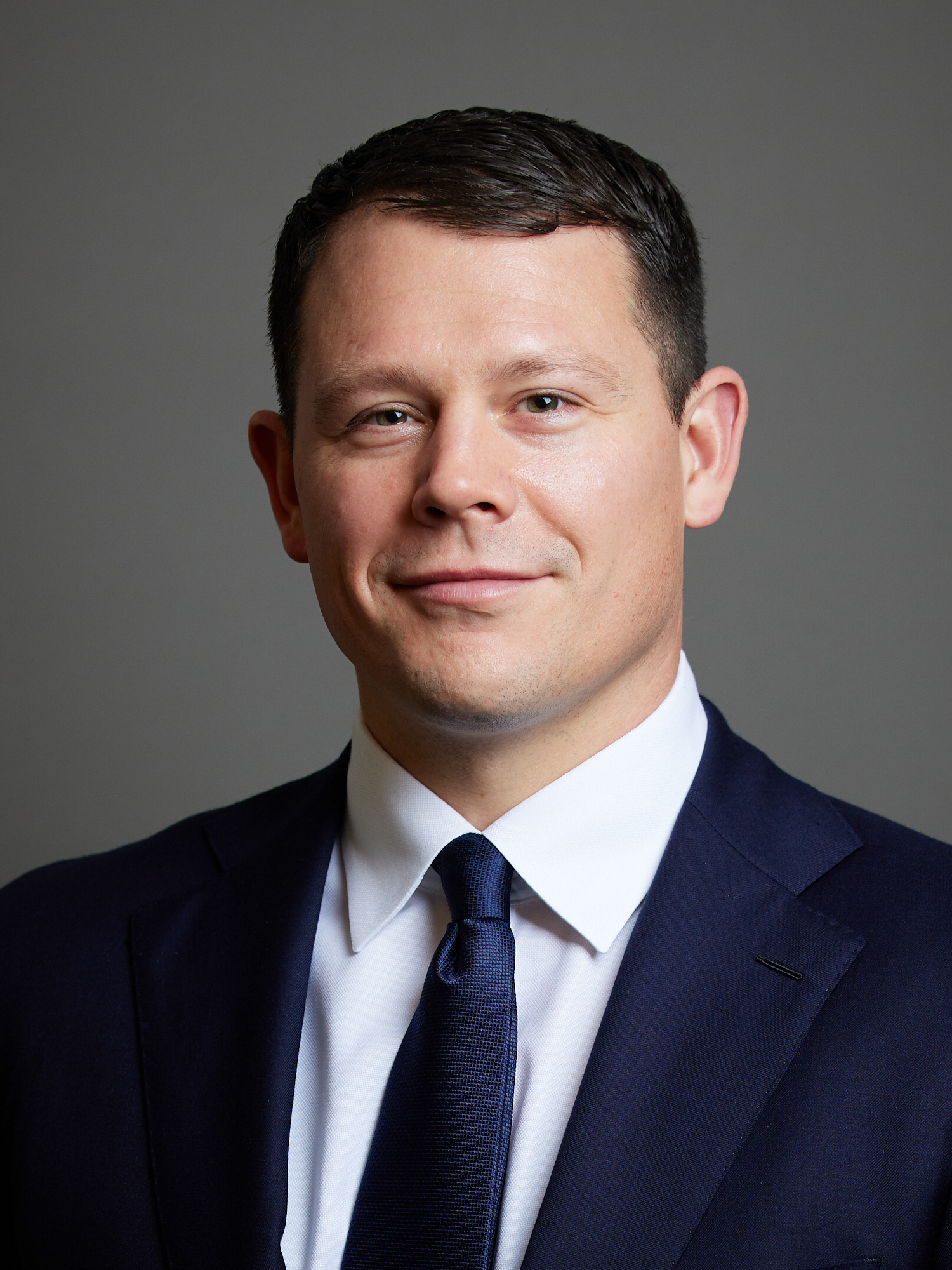
Jasset Ormsby-Gore, 7. Baron Harlech, 2022

Jasset David Cody Ormsby-Gore, 7. Baron Harlech (* 1. Juli 1986) ist ein britischer Peer und Politiker (Conservative Party).

## Leben und Karriere
Er ist der Sohn von Francis Ormsby-Gore, 6. Baron Harlech und Amanda Jane Grieve, die von 1986 bis 1998 verheiratet waren. Zusammen mit seiner jüngeren Schwester, Model und Schauspielerin Tallulah Harlech (* 1988), wuchs er in Shropshire auf.
Beim Tod seines Vaters erbte er am 1. Februar 2016 dessen Adelstitel als Baron Harlech und dessen Ländereien, insbesondere auch den historischen Familiensitz Glyn Cywarch in Talsarnau bei Harlech in Gwynedd, Wales. Um Letzteren zu restaurieren, ließ er zahlreiche Inventarien versteigern.
Bei der Nachwahl für den ausgeschiedenen Lord Elton wurde er am 15. Juli 2021 ins House of Lords gewählt und ist dort seither das jüngste Mitglied.
Er ist bislang unverheiratet und kinderlos.